# Mermaid Avenue Vol. II
Mermaid Avenue Vol. II é um álbum de 2000  de letras inéditas escritas pelo cantor e compositor folk estadunidense Woody Guthrie, colocadas em música escrita e executada pelo cantor britânico Billy Bragg e a banda estadunidense Wilco. É uma continuação do projeto originalmente criado pela filha de Guthrie, Nora Guthrie, sendo uma sequencia do álbum Mermaid Avenue de 1998.

## Faixas
Todas as letras foram escritas pelo cantor e compositor Woody Guthrie.
| N.º            | Título                                                            | Duração |  |
| 1.             | "Airline to Heaven" (Música por Jay Bennett e Jeff Tweedy, 1997.) | 4:50    |  |
| 2.             | "My Flying Saucer" (Música por Billy Bragg, 1995.)                | 1:45    |  |
| 3.             | "Feed of Man" (Música por Tweedy, 1998.)                          | 4:08    |  |
| 4.             | "Hot Rod Hotel" (Música por Bragg, 1996.)                         | 3:17    |  |
| 5.             | "I Was Born" (Música por Bragg, 1996.)                            | 1:50    |  |
| 6.             | "Secrets of the Sea" (Música por Bennett e Tweedy, 1999.)         | 2:42    |  |
| 7.             | "Stetson Kennedy" (Música por Bragg, 1997.)                       | 2:39    |  |
| 8.             | "Remember the Mountain Bed" (Música por Bennett e Tweedy, 1999.)  | 6:26    |  |
| 9.             | "Blood of the Lamb" (Música por Bennett e Tweedy, 1999.)          | 4:16    |  |
| 10.            | "Aginst th' Law" (Música por Bragg, 1995.)                        | 3:03    |  |
| 11.            | "All You Fascists" (Música por Bragg, 1997.)                      | 2:43    |  |
| 12.            | "Joe DiMaggio Done It Again" (Música por Bragg, 1995.)            | 2:31    |  |
| 13.            | "Meanest Man" (Música por Bragg, 1997.)                           | 3:46    |  |
| 14.            | "Black Wind Blowing" (Música por Bragg, 1997.)                    | 3:00    |  |
| 15.            | "Someday Some Morning Sometime" (Música por Tweedy, 2000.)        | 2:53    |  |
| Duração total: | Duração total:                                                    | 49:47   |  |